# Озерово (Струго-Красненский район)
Озерово — деревня в Струго-Красненском районе Псковской области России. Входит в состав сельского поселения «Новосельская волость».

## География
Находится на северо-востоке региона, в южной части района, в лесной местности у истока р. Барский, между д.Дворьково и Печеново. Обилие прудов.
Уличная сеть не развита.

## История
Согласно Закону Псковской области от 28 февраля 2005 года деревня Озерово вошла в состав образованного муниципального образования Цапельская волость.
До апреля 2015 года деревня Озерово входила в Цапельскую волость.
В соответствии с Законом Псковской области от 30 марта 2015 года № 1508-ОЗ деревня Озерово, вместе с другими селениями упраздненной Цапельской волости, вошла в состав образованного муниципального образования Новосельская волость.

## Население
| 2001 | 2002 | 2010 | 2011 |
| ---- | ---- | ---- | ---- |
| 11   | ↗22  | ↘8   | ↗14  |

## Инфраструктура
Личное подсобное хозяйство. Вывоз леса, деревообработка.
Почтовое отделение, обслуживающее д. Озерово, — 181126; расположено в д. Ротный Двор.

## Транспорт
Просёлочные дороги.